# Johan Casimir van Palts-Simmern
Johan Casimir van Palts-Simmern (Simmern, 7 maart 1543 – Heidelberg, 16 januari 1592) was van 1576 tot aan zijn dood vorst van Palts-Lautern. Hij behoorde tot het huis Palts-Simmern.

## Levensloop
Johan Casimir was de derde zoon van keurvorst Frederik III van de Palts en diens eerste echtgenote Maria van Brandenburg-Kulmbach, dochter van markgraaf Casimir van Brandenburg-Kulmbach. Hij studeerde in Parijs en Nancy. Net als zijn vader bekeerde hij zich tot het calvinisme. In 1564 had hij het plan opgevat om te huwen met koningin Elizabeth I van Engeland, maar zij had geen interesse in hem.
Op 26 november 1568 werd hij verloofd met de lutheraanse Elisabeth van Saksen (1552-1590), dochter van keurvorst August van Saksen. Hun huwelijk vond op 6 juni 1570 plaats in Heidelberg. Het huwelijk werd gesloten uit politieke redenen, omdat Johan Casimir het calvinisme met Saksen wilde linken. Het was echter een ongelukkige verbintenis en niet alleen wegens de religieuze verschillen van het echtpaar. In 1589 liet Johan Casimir Elisabeth opsluiten, omdat hij haar ervan verdacht overspel te plegen en een moordcomplot tegen hem te beramen. Elisabeth stierf in 1590 in de gevangenis.
Vanaf maart 1571 resideerde Johan Casimir enige tijd in Kaiserslautern. Toen zijn vader in 1576 stierf, stipuleerde hij dat de Palts calvinistisch moest blijven. Johan Casimirs broer Lodewijk VI erfde de Palts, terwijl Johan Casimir een kleiner gebied erfde, dat als naam het vorstendom Palts-Lautern kreeg. Lodewijk, die lutheraans gebleven was, respecteerde de wens van zijn vader niet en voerde terug het lutheranisme in. Verschillende calvinistische theologen verlieten daarop de Universiteit van Heidelberg en werden door Johan Casimir verwelkomd. Voor deze theologen werd in 1578 met het Collegium Casimirianum een eigen universiteit opgericht.
Tijdens de Hugenotenoorlogen viel Johan Casimir in 1575 met een leger van 4.000 man Frankrijk binnen. Zijn campagne leidde mee tot het Edict van Beaulieu, waarbij de hugenoten van koning Hendrik III van Frankrijk ruime toegevingen kregen. Johan Casimir zelf kreeg van Hendrik III de titel van hertog van Étampes toegewezen, die hij echter in 1577 terug afstond. In 1579 bracht hij een bezoek aan Engeland om aan koningin Elizabeth I financiële steun te vragen voor zijn militaire campagne aan de zijde van de Republiek der Zeven Verenigde Nederlanden in de Tachtigjarige Oorlog.
Na de dood van zijn broer Lodewijk IV was Johan Casimir van 1583 tot 1592 regent van zijn neef Frederik IV van de Palts. In januari 1592 stierf hij op 48-jarige leeftijd, waarna hij werd bijgezet in de Heilige Geestkerk van Heidelberg. Omdat hij geen mannelijke nakomelingen had, werd Palts-Lautern na zijn dood herenigd met de Palts. 

## Nakomelingen
Johan Casimir en Elisabeth van Saksen kregen zes kinderen, van wie één dochter de kindertijd overleefde:
- een doodgeboren zoon (1573)
- Maria (1576-1577)
- Elisabeth (1578-1580)
- Dorothea (1581-1631), huwde in 1595 met vorst Johan George I van Anhalt-Dessau
- een doodgeboren dochter (1584)
- een doodgeboren dochter (1585)

## Voorouders
| Voorouders van Johan Casimir van Palts-Simmern | Voorouders van Johan Casimir van Palts-Simmern                                     | Voorouders van Johan Casimir van Palts-Simmern                                     | Voorouders van Johan Casimir van Palts-Simmern                                     | Voorouders van Johan Casimir van Palts-Simmern                                     | Voorouders van Johan Casimir van Palts-Simmern                                     | Voorouders van Johan Casimir van Palts-Simmern                                     | Voorouders van Johan Casimir van Palts-Simmern                                     | Voorouders van Johan Casimir van Palts-Simmern                                     |
| ---------------------------------------------- | ---------------------------------------------------------------------------------- | ---------------------------------------------------------------------------------- | ---------------------------------------------------------------------------------- | ---------------------------------------------------------------------------------- | ---------------------------------------------------------------------------------- | ---------------------------------------------------------------------------------- | ---------------------------------------------------------------------------------- | ---------------------------------------------------------------------------------- |
| Overgrootouders                                | Johan I van Palts-Simmern (1459-1509) ∞ Johanna van Nassau-Saarbrücken (1464-1521) | Johan I van Palts-Simmern (1459-1509) ∞ Johanna van Nassau-Saarbrücken (1464-1521) | Christoffel I van Baden (1453-1527) ∞ Ottilia van Katzenelnbogen (1451-1517)       | Christoffel I van Baden (1453-1527) ∞ Ottilia van Katzenelnbogen (1451-1517)       | Frederik I van Brandenburg-Ansbach (1460-1536) ∞ Sophia van Polen (1464-1512)      | Frederik I van Brandenburg-Ansbach (1460-1536) ∞ Sophia van Polen (1464-1512)      | Albrecht IV van Beieren (1447-1508) ∞ Cunigonde van Oostenrijk (1465-1520)         | Albrecht IV van Beieren (1447-1508) ∞ Cunigonde van Oostenrijk (1465-1520)         |
| Grootouders                                    | Johan II van Palts-Simmern (1492-1557) ∞ Beatrix van Baden (1492-1535)             | Johan II van Palts-Simmern (1492-1557) ∞ Beatrix van Baden (1492-1535)             | Johan II van Palts-Simmern (1492-1557) ∞ Beatrix van Baden (1492-1535)             | Johan II van Palts-Simmern (1492-1557) ∞ Beatrix van Baden (1492-1535)             | Casimir van Brandenburg-Kulmbach (1481-1527) ∞ Susanna van Beieren (1502-1543)     | Casimir van Brandenburg-Kulmbach (1481-1527) ∞ Susanna van Beieren (1502-1543)     | Casimir van Brandenburg-Kulmbach (1481-1527) ∞ Susanna van Beieren (1502-1543)     | Casimir van Brandenburg-Kulmbach (1481-1527) ∞ Susanna van Beieren (1502-1543)     |
| Ouders                                         | Frederik III van de Palts (1515-1576) ∞ Maria van Brandenburg-Kulmbach (1519-1567) | Frederik III van de Palts (1515-1576) ∞ Maria van Brandenburg-Kulmbach (1519-1567) | Frederik III van de Palts (1515-1576) ∞ Maria van Brandenburg-Kulmbach (1519-1567) | Frederik III van de Palts (1515-1576) ∞ Maria van Brandenburg-Kulmbach (1519-1567) | Frederik III van de Palts (1515-1576) ∞ Maria van Brandenburg-Kulmbach (1519-1567) | Frederik III van de Palts (1515-1576) ∞ Maria van Brandenburg-Kulmbach (1519-1567) | Frederik III van de Palts (1515-1576) ∞ Maria van Brandenburg-Kulmbach (1519-1567) | Frederik III van de Palts (1515-1576) ∞ Maria van Brandenburg-Kulmbach (1519-1567) |
| Johan Casimir van Palts-Simmern (1543-1592)    |                                                                                    |                                                                                    |                                                                                    |                                                                                    |                                                                                    |                                                                                    |                                                                                    |                                                                                    |